# Lavia
Lavia - dawna gmina w Finlandii, położona w południowo-zachodniej części kraju, należąca do regionu Satakunta. Obecnie przyłączona do gminy Pori.